# Самый главный босс
«Са́мый гла́вный босс» (дат. Direktøren for det Hele, англ. The Boss of it All) — фильм режиссёра Ларса фон Триера 2006 года.

## Сюжет
Юрист Равн (Петер Ганцлер) решает продать свой IT-бизнес, однако покупатель требует, чтобы сделка заключалась только с руководителем фирмы. Беда в том, что руководитель IT-фирмы выдуман самим Равном, чтобы сваливать на него все непопулярные решения. Юрист, воспользовавшись тем, что начальника никто не видел, нанимает актёра, который должен исполнить роль «самого главного босса» и подписать контракт. Кристофер (Йенс Альбинус), ничего не смыслящий ни в юридических делах, ни в IT, ни в отношениях, установившихся в коллективе, предсказуемо проявляет себя совершеннейшим профаном и наступает на все грабли, которые были разложены на его пути. При этом до самого конца почти весь коллектив будет считать его реальным руководителем.
Каждый сотрудник фирмы будет пытаться решить личные проблемы и выбить некие преференции для себя пытаясь заручиться поддержкой наконец-то объявившегося босса. В дело пойдут: намёки на взятку, уговоры, угрозы, шантаж, мольбы, секс. Кто-то даже сорвётся и ударит актёра за всё то, что накопилось к настоящему боссу. Начинаясь как немного абсурдистская комедия, фильм внезапно приобретает драматические оттенки. «Босс» начинает проникаться проблемами и заботами людей с которыми они годами жили на работе. Он понимает, что продажа фирмы сильно изменит жизнь каждого. И если меньшая часть сотрудников почти не заметит смены работы, то для многих это станет сильным ударом.
Развязка этой трагикомической истории будет заключаться в том, что по уставным документам — не имеет значения, кто именно занимает пост фирмы в данный момент — настоящий организатор или зиц-председатель. По одному из пунктов в уставе фирмы, Кристофер способен по-настоящему решить судьбу фирмы.

## В ролях
| Актёр                    | Роль                                     |
| ------------------------ | ---------------------------------------- |
| Йенс Альбинус            | Кристофер / Свен Э. / Самый главный босс |
| Петер Ганцлер            | Равн                                     |
| Фридрик Тоур Фридрихссон | Финнур                                   |
| Бенедикт Эрлингссон      | Толк                                     |
| Ибен Йейле               | Лиз                                      |
| Хенрик Прип              | Налле                                    |
| Миа Лине                 | Хейди А.                                 |
| Каспер Кристенсен        | Горм                                     |
| Луиза Миритц             | Метте                                    |
| Жан-Марк Барр            | Спенсер                                  |
| Софи Гробёль             | Киссер                                   |
| Андерс Хов               | Йокумсен                                 |
| Ларс фон Триер           | рассказчик                               |